# Veresaieve (Veresaieve), Sakî
Veresaieve (în ucraineană Вересаєве) este localitatea de reședință a comunei Veresaieve din raionul Sakî, Republica Autonomă Crimeea, Ucraina.

## Demografie
Componența lingvistică a localității Veresaieve
     Rusă (49,24%)
     Tătară crimeeană (34,73%)
     Ucraineană (13,73%)
     Alte limbi (0,28%)
Conform recensământului din 2001, nu exista o limbă vorbită de majoritatea populației, aceasta fiind compusă din vorbitori de rusă (49,24%), tătară crimeeană (34,73%) și ucraineană (13,73%).